# Glempang (Maos)
Glempang is een bestuurslaag in het regentschap Cilacap van de provincie Midden-Java, Indonesië. Glempang telt 5329 inwoners (volkstelling 2010).